# Pădina Mică, Mehedinți
Pădina Mică este un sat în comuna Pădina din județul Mehedinți, Oltenia, România.